# Un vampiro para dos
Un vampiro para dos es una película española de la productora Belmar dirigida por Pedro Lazaga en 1965. Esta comedia de terror está protagonizada por Gracita Morales, José Luis López Vázquez y Fernando Fernán Gómez en los papeles protagonistas, y con Trini Alonso y Goyo Lebrero en los papeles secundarios más destacados.

## Argumento
La película se centra en las peripecias de Luisita y Pablo, una pareja de recién casados que, trabajando ambos en el metro de Madrid, llevan horarios incompatibles que dan lugar a que apenas puedan coincidir juntos, Agobiados por la situación, deciden emigrar a Alemania y se trasladan a la ciudad de Düsseldorf, donde encuentran trabajo como servicio doméstico del barón de Rossenthal, que resulta ser el último de una larga saga de vampiros. Nosferata, hermana del barón, decide pasar al ataque y chupar la sangre de la pobre pareja, que encuentra una inesperada protección en su afición al ajo en las comidas.

## Reparto
- Gracita Morales: Luisita
- José Luis López Vázquez: Pablo Pardo
- Fernando Fernán Gómez: Barón de Rosenthal
- Trini Alonso: Nosferata
- Goyo Lebrero: Wolf
- José Orjas:  Don Tomás, jefe de Pablo en el metro
- Adriano Domínguez: administrador de la Spanish House
- Manuel Arbó
- José Villasante: taxista con parche
- Ana Carvajal: chica en metro
- Claudia Gravy: vampiresa
- El perro Sultán
- Rafael Hernández: hombre en cola del metro
- Matía Prats (voz): locutor radio
- José Luis Zalde: Mariano